# PRV–16
A PRV–16 (NATO-kódneve: Thin Skin, GRAU-kódja: 1RL132) magasságmérő rádiólokátor, melyet a Szovjetunióban fejlesztettek ki a korábbi PRV–9 lokátorból. A PRV–16 lokátort KrAZ–255B alvázra vagy trélerre helyezve szállították. A lokátort a 2K11 Krug, 2K12 Kub és a 9K33 Osza légvédelmi rakétakomplexumokhoz használják. A lokátor napjainkban is hadrendben áll egyes országokban. A NATO először az 1965-ös év folyamán azonosította a radart. A PRV–16-ot a Magyar Néphadsereg is hadrendbe állította. 

## Története
A rádiólokátort az 1960-as évek végén fejlesztették ki a PRV–9 és a PRV–9A rádiólokátorok alapján V. A. Kravcsuk vezetésével. A fejlesztésnél a PRV–9-hez képest a megbízhatóság, az üzembiztonság, a zavarvédelem, az ellenséges rádióelektronikai tevékenység elleni védelem, valamint a hatótávolság növelése volt a cél. Az első prototípust egy PRV–9 alapjain építették meg. Az új berendezés a PRV–16 típusjelzést és a Negyezsnoszty (magyarul: megbízhatóság) nevet kapta, a GRAU-kódja 1RL123 lett. A rádiólokátor tesztjeit 1970-ben fejezték be, majd ezt követően rendszeresítették a Szovjet Hadseregben. A berendezés sorozatgyártását – a PRV–9-hez hasonlóan – a Moszkvában található Lianozovói Elektromechanikai Gyár (LEMZ) végezte.